# Portland (Texas)
Portland város az USA Texas államában, Nueces megyében. Lakosainak száma 20 383 fő (2020. április 1.).

## Népesség
A település népességének változása:

| 2010 | 15 099 |
| 2020 | 20 383 |